# Football aux Jeux de l'Extrême-Orient 1925
L'épreuve de football aux Jeux de l'Extrême-Orient 1925 est la septième édition des Jeux de l'Extrême-Orient. Disputée à Manille, aux Philippines, elle oppose les équipes du Japon, de la Chine et des Philippines.

## Résultats
| 17 mai 1925 | Philippines | 4 - 0 | Japon |  |  |
|             |             |       |       |  |  |
|             | Rapport     |       |       |  |  |

| 20 mai 1925 | Japon   | 0 - 2 | Chine          |  |
|             |         |       | ? Lee Wai Tong |  |
|             | Rapport |       |                |  |

| 22 mai 1925 | Philippines | 1 - 5 | Chine          |  |
|             |             |       | ? Lee Wai Tong |  |

## Tableau
| Classement | Equipe      | Pts | J | V | N | D | Bp | Bc | Diff |
| ---------- | ----------- | --- | - | - | - | - | -- | -- | ---- |
| 1          | Chine       | 4   | 2 | 2 | 0 | 0 | 7  | 1  | +6   |
| 2          | Philippines | 2   | 2 | 1 | 0 | 1 | 5  | 5  | 0    |
| 3          | Japon       | 0   | 2 | 0 | 0 | 2 | 0  | 6  | -6   |

## Vainqueur
| Vainqueurs Jeux de l'Extrême-Orient 1925 Chine 6e titre |